# Nội các Noda
Nội các Noda (kanji: 野田内閣, rōmaji: Nodanaikaku) là Nội các Nhật Bản do Thủ tướng Noda Yoshihiko chỉ định, thành lập vào ngày 02 tháng 9 năm 2011. Đứng đầu Nội các Noda là Thủ tướng Noda Yoshihiko.

## Các Bộ trưởng
| Chức danh | Họ và tên | Họ và tên          | Thuộc                                       | Chuyên trách | Ghi chú                           |
| --- | --------- | ------------------ | ------------------------------------------- | --- | --------------------------------- |
| Bộ trưởng Bộ Tổng hợp Bộ trưởng Nội các Đặc trách Okinawa và Lãnh thổ phương Bắc Bộ trưởng Nội các Đặc trách Chiến lược Tự chủ Địa phương   |           | Kawabata Tatsuo    | Hạ nghị sĩ Đảng Dân chủ (Nhật Bản)          | Phụ trách vấn đề thúc đẩy địa phương phát triển Vị trí thứ 3 trong danh sách tạm thời thay thế Thủ tướng                                  |                                   |
| Bộ trưởng Bộ Tư pháp |           | Hiraoka Hideo      | Hạ nghị sĩ Đảng Dân chủ                     | |                                   |
| Bộ trưởng Bộ Ngoại giao |           | Gemba Kōichirō     | Hạ nghị sĩ Đảng Dân chủ                     | |                                   |
| Bộ trưởng Bộ Tài chính |           | Azumi Jun          | Hạ nghị sĩ Đảng Dân chủ                     | |                                   |
| Bộ trưởng Bộ Văn hóa, Giáo dục và Khoa học                                                                                                  |           | Nakagawa Masaharu  | Hạ nghị sĩ Đảng Dân chủ                     | |                                   |
| Bộ trưởng Bộ Phúc lợi và Lao động |           | Komiyama Yōko      | Hạ nghị sĩ Đảng Dân chủ                     | | Nữ                                |
| Bộ trưởng Bộ Nông nghiệp, Lâm nghiệp và Thủy sản                                                                                            |           | Kano Michihiko     | Hạ nghị sĩ Đảng Dân chủ                     | Vị trí thứ 2 trong danh sách thay thế tạm thời Thủ tướng Nhật Bản                                                                         | Tái nhiệm                         |
| Bộ trưởng Bộ Kinh tế và Công nghiệp |           | Hachio Yoshiro     | Hạ nghị sĩ Đảng Dân chủ                     | Chuyên trách khắc phục thiệt hại của ngành điện hạt nhân                                                                                  | Từ chức ngày 11 tháng 9 năm 2011  |
| Bộ trưởng Bộ Kinh tế và Công nghiệp |           | （Fujumura Osamu） | Hạ nghị sĩ Đảng Dân chủ                     | （Tạm thời） | Bổ nhiệm ngày 11 tháng 9 năm 2011 |
| Bộ trưởng Bộ Kinh tế và Công nghiệp |           | Edano Yukio        | Hạ nghị sĩ Đảng Dân chủ                     | Phụ trách thiệt hại kinh tế về điện nguyên tử                                                                                             | Nhậm chức ngày 12/9/2011          |
| Bộ trưởng Bộ Lãnh thổ và Giao thông Bộ trưởng Nội các Đặc trách Chính sách Biển                                                             |           | Maeda Takeshi      | Thượng nghị sĩ Đảng Dân chủ                 | Vị trí thứ 5 trong danh sách thay thế tạm thời Thủ tướng Nhật Bản                                                                         |                                   |
| Bộ trưởng Bộ Môi trường Bộ trưởng Nội các Đặc trách Vấn đề Bồi thường và Hỗ trợ Nạn nhân thảm họa hạt nhân                                  |           | Hosono Gōji        | Hạ nghị sĩ Đảng Dân chủ                     | Đặc trách Vấn đề Xử lý và Ngăn ngừa tái diễn sự cố hạt nhân                                                                               |                                   |
| Bộ trưởng Bộ Quốc phòng |           | Ichikawa Yasuo     | Thượng nghị sĩ Đảng Dân chủ                 | |                                   |
| Chánh Văn phòng Nội các |           | Fujimura Osamu     | Hạ nghị sĩ Đảng Dân chủ                     | Vị trí thứ một trong danh sách tạm thời thay thế Thủ tướng Nhật Bản                                                                       |                                   |
| Chủ tịch Ủy ban An toàn Quốc gia Bộ trưởng Nội các Đặc trách Vấn đề An toàn thực phẩm và Bảo vệ người tiêu dùng                             |           | Yamaoka Kenji      | Hạ nghị sĩ Đảng Đời sống Nhân dân Trên hết  | Đặc trách Vấn đề về nạn nhân bắt cóc Vị trí thứ 4 trong danh sách tạm thời thay thế Thủ tướng Nhật Bản                                    |                                   |
| Bộ trưởng Nội các Đặc trách Khu vực Tài chính                                                                                               |           | Jimi Shōjaburō     | Thượng nghị sĩ Đảng Quốc dân Mới (Nhật Bản) | Đặc trách Cải cách Ngành Bưu điện | Tái nhiệm                         |
| Bộ trưởng Nội các Đặc trách Chính sách Kinh tế-Tài chính Bộ trưởng Đặc trách Chính sách Phát triển Khoa học                                 |           | Furukawa Motohisa  | Hạ nghị sĩ Đảng Dân chủ                     | Cục trưởng Cục Chiến lược Quốc gia Đặc trách Cải cách Toàn diện Bảo hiểm xã hội và Thuế Đặc trách Chính sách Phát triển Chinh phục Vũ trụ |                                   |
| Bộ trưởng Nội các Đặc trách Cải cách Hành chính Đặc trách Đổi mới khu vực công ích Đặc trách Vấn đề Sinh đẻ ít Đặc trách Kế hoạch Cộng đồng |           | Murata Renhō       | Thượng nghị sĩ Đảng Dân chủ                 | Đặc trách Cải cách Hành chính Cải cách chế độ công chức                                                                                   |                                   |
| Bộ trưởng Nội các Đặc trách Đối phó Thảm họa                                                                                                |           | Hirano Tatsuo      | Thượng nghị sĩ Đảng Dân chủ                 | Đặc trách Công tác Khôi phục Thảm họa động đất Đông Nhật Bản                                                                              | Tái nhiệm                         |

## Các vị trí khác
| Chức Danh                       | Họ và tên         | Phụ trách            | Thuộc                                          | Ghi chú   |
| ------------------------------- | ----------------- | -------------------- | ---------------------------------------------- | --------- |
| Phó Chánh Văn phòng Nội các     | Saitō Tsuyoshi    | Các vấn đề chính trị | Hạ nghị sĩ, Đảng Dân chủ                       |           |
| Phó Chánh Văn phòng Nội các     | Nagahama Hiroyuki | Các vấn đề chính trị | Thượng nghị sĩ, Đảng Dân chủ                   |           |
| Phó Chánh Văn phòng Nội các     | Taketoshi Makoto  | Các vấn đề sự vụ     | Thứ trưởng Bộ Lãnh thổ và Giao thông           |           |
| Cục trưởng Cục Pháp chế Nội các | Kajita Shinichirō |                      | Nguyên Thứ trưởng Bộ Tư pháp trong Nội các Kan | Tái nhiệm |
| Thư ký Văn phòng Nội các        | Akutsu Yukihiko   |                      |                                                | Tái nhiệm |